# Menen
För andra betydelser, se Menen (olika betydelser).
Menen (franska: Menin) är en ort och kommun i provinsen Västflandern i regionen Flandern i Belgien. Menen hade 32 450 invånare per 1 januari 2008.

## Sport
Volleybollklubben VC Menen, som kommer från orten, spelar i Liga A (högsta divisionen för herrar) sedan början av 2000-talet.